# TR-85
Der TR-85 ist ein rumänischer Kampfpanzer. Er entstand auf Basis des sowjetischen T-55.

## Beschreibung
Die Basisversion TR-85 wurde von 1986 bis 1990 hergestellt und ab 1994 grundlegend modernisiert. Die Rumänische Armee hat heute 154 dieser Panzerfahrzeuge.
Eine Kampfwertsteigerung des TR-85 gegenüber dem T-55 ist zumindest fragwürdig. Der modernisierte T-55AM wird als kampfstärker als die neueren Versionen des TR-85 eingeschätzt. Auch sind die in der Sowjetunion produzierten T-55 wesentlich zuverlässiger als die TR-85 und die in Rumänien in Lizenz hergestellten T-55.
Mit der A308-Kanone des TR-85, einer rumänischen Lizenzproduktion der sowjetischen D-10T, können alle Munitionstypen, die für die 100-mm-Panzerkanone D-10T vorgesehen sind, verschossen werden.

## Versionen
- TR-85M: Grundlegend modernisierte Variante.[2]
- TR-85M1 „Bizonul“: Modernisierte Version des TR-85, die z. B. mit der Feuerleitanlage Ciclop-M1, einem System zur Messung der Mündungsgeschwindigkeit und mit einem stärkeren Motor ausgestattet ist. Zudem ist der Panzer neben zwölf Nebeltöpfen auch mit Laserwarnsensoren ausgestattet, die die Besatzung warnen, wenn das Fahrzeug mit Lasern angeleuchtet wird. Mit dem neu entwickelten 100-mm-APFSDS-Geschoss BM-412Sg kann eine Panzerung von 450 Millimetern RHA-Äquivalent auf 1000 Meter durchschlagen werden. Der Turm des TR-85 M1 ist größer und mit Zusatzpanzerelementen bestückt.[2]
- TR-85M2: Minimale Änderungen gegenüber dem TR-85M1, hauptsächlich im Stauraum.[2]
- DMT-85M1 (dragor de mine pentru tanc): Prototyp eines Pionierpanzers, ausgestattet mit einem Minenpflug.[6]